# Lena Dahlman
Lena Annelise Dahlman, född 21 december 1938 i Hagfors, död 23 maj 2016 i Tyresö distrikt, Stockholms län, var en svensk skådespelare.

## Biografi
Lena Dahlman var dotter till valsverksarbetaren Kjell Dahlman (1913–1993) och Emma, född Bergström (1915–1993).
Dahlmans karriär började 1957 då hon utsågs till Årets Tusensköna på Nalen. Hon filmdebuterade i Fridolf sticker opp! 1958. Därefter hamnade hon i baletten i Karl Gerhards revy Två träd 1959 och medverkade även i Ursäkta handsken 1960. I revyn Svea Hund på Göta Lejon 1976 var hon inhoppare för Lena Nyman. För den yngre publiken blev hon 1983 känd som Änglaljus i julkalendern Lille Luj och Änglaljus i strumpornas hus. Hon turnerade även med Riksteatern och var engagerad vid Stockholms Stadsteater.
Dessutom gjorde hon sig känd som uttolkare av Gustaf Fröding. 1984 gav hon ut skivan "Jag köpte min kärlek för pengar...": Fröding i ord och ton med Lena Dahlman där hon framförde Frödings texter till jazzackompanjemang.
Lena Dahlman var från 1967 till sin död gift med musikern, fil. kand. Lars-Erik Olofsson (född 1945), son till kamrer Erik Olofsson och Rosa, född Berglund. Efter att hon gift sig hette hon en period enbart Olofsson, därefter Dahlman Olofsson och sedan enbart Dahlman.

## Filmer och TV-serier
- 1958 – Fridolf sticker opp!
- 1963 – Åsa-Nisse och tjocka släkten
- 1967 – Kullamannen (TV-serie)
- 1977 – Himmel och pannkaka (TV-serie)
- 1978 – Trälarna (TV-serie)
- 1981 – Det stora barnkalaset
- 1982 – Dom unga örnarna
- 1983 – Profitörerna (TV-serie)
- 1983 – Lille Luj och Änglaljus i strumpornas hus (TV-serie)
- 1985 – Smugglarkungen
- 1985 – Den nya banken
- 1986 – Studierektorns sista strid (TV-serie)
- 1988 – Guld! (TV-serie)
- 1993 – Härifrån till Kim
- 1999 – S:t Mikael (TV-serie)
- 2003 – Smala Sussie

## Teater

### Roller
| År   | Roll        | Produktion                                                    | Regi                | Teater                 |
| ---- | ----------- | ------------------------------------------------------------- | ------------------- | ---------------------- |
| 1958 | Miss Tid    | Funny Boy, revy Hasse Ekman och Povel Ramel                   | Hasse Ekman         | Idéonteatern           |
| 1959 | Medverkande | Två träd, revy Karl Gerhard                                   | Hasse Ekman         | Idéonteatern           |
| 1961 | Medverkande | Ursäkta handsken, revy Karl Gerhard                           | Tage Danielsson     | Idéonteatern           |
| 1991 | Annika      | Minns du den stad Per Anders Fogelström                       | Johan Bergenstråhle | Stockholms stadsteater |
| 1992 | Angela      | Cheek 2 cheek Jonas Gardell                                   | Claire Wikholm      | Stockholms stadsteater |
| 1996 | Karin Sonja | Rika barn leka bäst Carin Mannheimer                          | Lena Söderblom      | Stockholms stadsteater |
| 1998 | Golde       | Spelman på taket Jerry Bock, Sheldon Harnick och Joseph Stein | Georg Malvius       | Stockholms stadsteater |
| 2000 | Moster 1    | Pepparrotslandet Magnus Nilsson                               | Magnus Nilsson      | Stockholms stadsteater |

### Fotnoter
1. ↑  Lena Dahlman är död Arkiverad 24 maj 2016 hämtat från the Wayback Machine.. NWT.se 23 maj 2016.
2. ↑  ”Lena Dahlman”. Svensk Filmdatabas. http://www.sfi.se/sv/svensk-filmdatabas/Item/?type=PERSON&itemid=66687&iv=OVERVIEW. Läst 23 juli 2012.
3. 1 2  Dahlman, Lena A, skådespelerska, Tyresö i Vem är hon / s 106 (1988).
4. ↑   Sveriges dödbok 1901–2013 Swedish death index 1901-2013 (Version 6.0). Solna: Sveriges släktforskarförbund. 2014. Libris 17007456. ISBN 9789187676642
5. ↑  ”Jag köpte min kärlek för pengar... / Fröding i ord och ton med Lena Dahlman”. Svensk Mediedatabas. http://smdb.kb.se/catalog/id/001889859. Läst 10 juli 2014.
6. 1 2   Sveriges befolkning 1990. Ramsele: Svensk arkivinformation (SVAR), Riksarkivet. 2011. Libris 12076919. ISBN 9789188366917
7. ↑  Dahlman, Lena A, skådespelare, Tyresö i Vem är det / Svensk biografisk handbok / 1993 / s 228.
8. ↑   Sveriges befolkning 1970 (Version 1.00). Stockholm: Sveriges släktforskarförb. 2002. Libris 8861349. ISBN 91-87676-31-1
9. ↑   Sveriges befolkning 1980. Stockholm: Sveriges släktforskarförb. 2004. Libris 9632925. ISBN 91-87676-37-0
10. ↑  ”Teaterannons”. Dagens Nyheter:  s. 46. 14 april 1961. http://arkivet.dn.se/arkivet/tidning/1961-04-14/100/46. Läst 21 januari 2016.